# Fazni kot (astronomija)
Fazni kot (oznaka β ali φ) je pri astronomskih opazovanjih kot med vpadajočo svetlobo na nebesno telo in s površine nebesnega telesa odbito svetlobo. Pri opazovanjih s površine Zemlje je to kot med Soncem, nebesnim telesom in Zemljo (vrh kota je v nebesnem telesu). To je tudi kot med smerjo proti Soncu in smerjo proti Zemlji za opazovalca na nebesnem telesu. Torej je to zanj elongacija Zemlje od Sonca.
Natančen fazni kot za opazovanje s površine Zemlje je odvisen od paralakse med dvema oddaljenima položajema opazovalcev. Pri opazovanju Lune je to lahko tudi 1°. 
Pri opazovanju nebesnih teles iz poljubne točke v vesolju je fazni kot neodvisen od položaja Sonca in Zemlje.
Izraz fazni kot ima izvor v planetni fazi, ker je svetlost nebesnega telesa in njegove faze odvisna od faznega kota. Bolj pogosto se uporablja za Luno, kjer so znane Lunine faze.
Fazni kot se lahko spreminja od 0° do 180°. Vrednost 0° odgovarja situaciji, ko so vir svetlobe, nebesno telo in opazovalec kolinearni tako, da sta vir svetlobe in opazovalec na isti strani nebesnega telesa. Ta položaj je v astronomiji znan kot opozicija. Fazni kot 180° pomeni, da je nebesno telo med virom svetlobe in opazovalcem. Ta položaj je v astronomiji znan kot konjunkcija.

Pri nekaterih nebesnih telesih (primeri so Luna, Venera in Merkur) fazni kot zavzame vse vrednosti od 0 do 180° (če jih gledamo s površine Zemlje). Zaradi tega vidimo pri teh telesih faze (mene) podobne kot pri Luni. Zunanji planeti zavzemajo manjša področja faznega kota. Mars ima največji fazni kot okoli 45°.

Svetlost nebesnega telesa je odvisna od faznega kota. Največja je pri faznem kotu blizu 0° in 180°. Takrat je največji del površine, ki jo vidi opazovalec, osvetljen.

V povezavi s faznim kotom se uporablja tudi fazna funkcija. Fazna funkcija je sprememba svetlosti nebesnega telesa kot funkcija faznega kota. Funkcija je precej gladka, razen za vrednosti faznega kota okoli 0° in 180°. Fazna funkcija se včasih opisuje tudi kot sprememba magnitude na stopinjo faznega kota. 